# Pseudoluperus cyanellus
Pseudoluperus cyanellus es una especie de insecto coleóptero de la familia Chrysomelidae. Fue descrita científicamente en 1895 por George Henry Horn .